# Cornelius Trantow

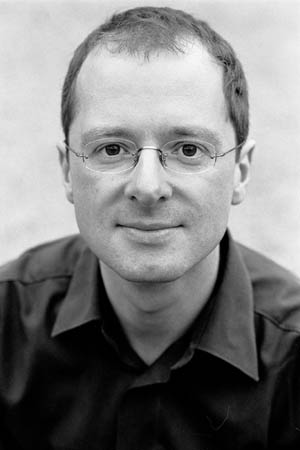
Cornelius Trantow (2005)

Cornelius Trantow (* 1965) ist ein deutscher Chorleiter und Musikpädagoge.
Cornelius Trantow, Sohn des Soloflötisten Steffen Trantow, studierte zunächst Physik in Bielefeld und Oldenburg. 1992 begann er ein Kirchenmusikstudium an der  Hochschule für Musik und Theater Hamburg. 1996 legte er das B-Examen ab. Ein Aufbaustudium im Fach Chorleitung schloss er 1999 mit einem Diplom ab. Es folgten Meisterkurse bei Eric Ericson, Frieder Bernius, Carl Høgset und Wolfgang Schäfer. Seit 1999 lehrt er als Professor für Chorleitung an der Hochschule für Musik und Theater Hamburg. 1994 gründete er den Chor Ensemble vocal, den er bis heute (Stand: 2022) leitet. Seit dem Jahr 2013 leitet er zudem den Kammerchor der Hochschule für Musik und Theater Hamburg.
Mit beiden Chören erreichte Trantow diverse Preise und Auszeichnungen, unter anderem jeweils erste Plätze beim Deutschen Chorwettbewerb, zweite Plätze beim Internationalen Chorwettbewerb in Cork, sowie ein zweiter Platz beim Internationalen Kammerchorwettbewerb Marktoberdorf.
Cornelius Trantow ist Neffe der Schauspielerin und Regisseurin Cordula Trantow und Enkel des Komponisten Herbert Trantow.